# 河野通義
河野 通義（かわの みちよし、応安3年/正平25年（1370年）-応永元年11月16日（1394年12月9日））は、南北朝時代から室町幕府初期にかけての守護大名。河野通堯の子で通久の父。幼名は亀王丸。
康暦元年/天授5年（1379年）、室町幕府の命を受けて細川頼之討伐に乗り出した父・通堯が却って頼之に攻め滅ぼされたために10歳で家督を継承、翌年には将軍足利義満によって伊予守護職に任じられた。後に幕府と頼之は和睦するが、守護職は亀王丸（通義）に安堵された。至徳3年/元中3年（1386年）、元服して通能（みちよし）と名乗り、その後「通義」と字を改めた。嘉慶2年/元中5年（1388年）には伊予守に任ぜられている。
ところが、応永元年（1394年）8月になって京都において突如病に倒れる。通義の室は懐妊中であったために、弟の通之に対して生まれた子が男子であればその子が16歳に達した時に後を継がせることを条件に家督を譲り、その年のうちに25歳で没した。生まれた子は男子であり、通之は後になって約束通りにその子（通久）に家督を譲ったものの、通之の子供たちがこれに反発し、通義の子孫である河野氏宗家と通之の子孫である庶流の予州家の対立の原因となった。